# معروفان
معروفان یک روستا در ایران است که در بخش مرکزی شهرستان سربیشه واقع شده‌است. معروفان ۹۰ نفر جمعیت دارد.